# Eightmile
Eightmile az Amerikai Egyesült Államok északnyugati részén, Oregon állam Morrow megyéjében, az Oregon Route 206 mentén elhelyezkedő önkormányzat nélküli település.
Névadója az Eightmile Canyon, amely nevét azért kapta, mert nyolc mérföldre (13 kilométerre) fekszik a Willow-pataktól. A posta 1883 és 1941 között működött.

## Fordítás
- Ez a szócikk részben vagy egészben  az   Eightmile, Oregon című angol Wikipédia-szócikk ezen változatának fordításán alapul.  Az eredeti cikk szerkesztőit annak laptörténete sorolja fel. Ez a jelzés csupán a megfogalmazás eredetét és a szerzői jogokat jelzi, nem szolgál a cikkben szereplő információk forrásmegjelöléseként.